# Кастел д'Ацано
Кастел д'Ацано (итал. Castel d'Azzano) је насеље у Италији у округу Верона, региону Венето.
Према процени из 2011. у насељу је живело 10402 становника. Насеље се налази на надморској висини од 48 м.

## Становништво
| 1931. | 1936. | 1951. | 1961. | 1971. | 1981. | 1991. | 2001.  | 2011.  |
| ----- | ----- | ----- | ----- | ----- | ----- | ----- | ------ | ------ |
| 2.269 | 2.509 | 2.893 | 3.359 | 4.299 | 7.841 | 9.329 | 10.242 | 11.739 |